# Johann Georg Abicht
Pour les articles homonymes, voir Abicht.
Johann Georg Abicht (1672, Königssee - 1740) est un théologien luthérien allemand.

## Biographie
Après avoir fini ses études dans les universités d'Iéna et de Leipzig, Abicht devient professeur en langues orientales en 1702. En 1707, il est nommé recteur du lycée de Gdańsk et pasteur de l'église de la Sainte-Trinité. En 1729, il est nommé surintendant général, professeur de théologie et pasteur de l'église de la ville de Wittenberg.
Ses travaux les plus connus concernent les langues orientales et l'archéologie hébraïque.

## Publications
- Methodus linguae sanctae, Leipzig, 1718
- de criterio veritatis, 1697
- de mendacii bonitate & malitia, 1699
- de usura licita: prima pro Loco, 1699
- de anno 1700, Seculi XVII. ultimo alten pro Loco 1700
- de Jona fugiente 1702
- de homagio regni invasori praestito 1703
- de damno atheiserei in Republica 1703
- i. e. von den Stäben Sanfft und Wehe ad Zach. XI. 7.1704
- de servorum Hebraeorum acquisitione & servitiis 1704
- de sermone coelorum ad Psalm. XIX. 2. 1705
- de peccatorum coccinorum albedine 1705
- de oraculo Jesaiae c. IX. i. a Matthaeo c. IV. 15. e codice Hebraeo sensu literali allegato 1708
- de gaudio gentium adventu Christi multiplicato ad Jes. IX.3. 1708
- de Goële Jobi ad judicium venturo & oculis corporis conspiciendo ad Job. XIX. 25-27 pro Licentia 1708
- de suppliciis Reipublicae Judaicae sub symbolis revelatis s. De virga vigilante ad Jer. I. II. Sq. Pro Doctoratu 1708
- de Ebraeorum accentuum genuino officio 1709
- de victoria Idumaeorum 1712
- Librum Josuae
- De Immanuele ex virgine nascituro 1717
- Meditatio Theologica in Jes. LXIII. De Christo patiente & triumphante 1717